# Manoir du Colombier (Clermain)
Pour les articles homonymes, voir Manoir du Colombier.
Le manoir du Colombier est situé sur la commune de Clermain en Saône-et-Loire, à flanc de coteau.

## Description
Le corps de logis central, de plan rectangulaire, comprend un étage de soubassement, un  rez-de-chaussée et un étage carré sous un toit à croupes bas en tuiles creuses. En son centre, un avant-corps d'une travée, couronné d'un fronton, forme une légère avancée. Il est flanqué de deux pavillons de même hauteur mais comportant un étage carré et un demi-étage, éclairés de baies à linteaux en arc segmentaire et coiffés de hautes toitures en tuiles plates.
La façade principale est précédée d'une étroite terrasse.
Le château est une propriété privée et ne se visite pas.

## Historique
Il n'y a pas de trace de l'histoire de ce manoir dans les documents. Il semble avoir été bâti, ou du moins modifié, au début du XVIIIe siècle.